# Homosexualität auf den Bahamas

Geografische Lage der Bahamas

Obwohl das Thema Homosexualität auf den Bahamas seit einigen Jahren in der Öffentlichkeit diskutiert wird, ist gleichgeschlechtliche Liebe im Inselstaat noch kaum akzeptiert. Konservative christliche Sekten, der die meisten Einwohner angehören, bekämpfen massiv die Rechte von Homosexuellen und machen Front gegen eine Gleichstellung von Lesben und Schwulen im Land. In jüngster Vergangenheit kam es mehrfach zu gewalttätigen homophoben Übergriffen gegen Einheimische und Touristen.

## Legalität
Homosexuelle Handlungen auf den Bahamas sind seit 1991 legal. Das Schutzalter ist nicht einheitlich und liegt bei homosexuellen Handlungen bei 18 Jahren, während es bei heterosexuellen Handlungen bei 16 Jahren liegt. Ein gesetzlicher Diskriminierungsschutz für sexuelle Orientierungen besteht auf den Bahamas nicht. Ein 2001 vorgelegter Gesetzentwurf, der ein Verbot von Diskriminierung am Arbeitsplatz aufgrund der sexuellen Orientierung enthielt, wurde nach langen Debatten abgelehnt. Ebenso gibt es kein nationales Gesetz um Verbrechen, aus Hass, Gewalt oder Belästigung gegen LGBT-Menschen gerichtet, anzugehen.
Es gibt keine Verbote für Homosexuelle Dienst in der Polizei oder im Militär zu leisten.

## Anerkennung gleichgeschlechtlicher Paare
Gleichgeschlechtliche Paare werden weder im Wege der eingetragenen Partnerschaft noch im Rahmen einer gleichgeschlechtlichen Ehe anerkannt.

## Gesellschaftliche Situation
Es findet sich aufgrund der vielen kleinen Inseln der Bahamas nur eine kleine homosexuelle Community in der Hauptstadt Nassau. Der Inselstaat ist ein beliebtes Ziel des Tourismus aus den benachbarten Vereinigten Staaten. Viele LGBT-Touristen fahren auf speziellen Karibikkreuzfahrten für homosexuelle Touristen diesen Inselstaat an, werden jedoch häufig mit Ablehnung empfangen.
Die Situation im Land ist in vielen Bereichen von Intoleranz und Abneigung gegen Homosexualität geprägt, wobei besonders den evangelischen religiösen Gemeinschaften, wie in vielen anderen ehemals britischen Kolonien in der Karibik, eine Schlüsselrolle zukommt.
Im Juli 2004 protestierten kirchliche Gruppen bei der Ankunft eines Homo-Kreuzfahrtschiffes. Im September 2005 wurde einer 18-jährigen Schönheitskönigin ihre Krone abgesprochen nach der Bestätigung von Gerüchten, sie sei lesbisch. Im März 2006 verboten die Bahamas den Film Brokeback Mountain. 2007 gründete der Bahamas Christian Council einen Anti-Homosexuellen-Ausschuss, um zu verhindern, dass die LGBT-Gemeinschaft einen eigenen TV-Kanal erhält. 2009 sprach eine Jury einen Mann frei, der einen HIV-positiven männlichen Homosexuellen ausgeraubt und ermordet hatte. Dieser gab an, dass der Mann versucht hätte ihn zu vergewaltigen. Die staatliche Zensurbehörde The Bahamas Plays and Films Control Board unternahm 2011 den Versuch, die Vorführung auf einem öffentlichen Platz in der Innenstadt von Nassau für den auf den Bahamas gedrehten Film Kinder Gottes (Children of God) verbieten zu lassen. Anders als fünf Jahre zuvor bei dem Film Brokeback Mountain, wurde sie von der Regierung überstimmt.